# Меншиков бастион Петропавловской крепости
Ме́ншиков бастио́н — один из двух восточных бастионов Петропавловской крепости в Санкт-Петербурге.

## Местоположение
Бастион обращен в сторону Петроградского острова. С Государевым бастионом его соединяет Петровская куртина, а с Головкиным — Кронверкская куртина. Этот фланк бастиона имеет дополнительное прикрытие орудийных амбразур — орильон. С востока бастион прикрывается Иоанновским равелином и полуконтргардом.

## История
Это первый каменный бастион Петропавловской крепости. Сооружен он был в начале XVIII века. Изначально всё укрепления крепости, включая бастион, были деревоземляными.
Свое название получил по фамилии Александра Даниловича Меншикова, ближайшего сподвижника Петра Первого.
В 1963—1968 годах были отреставрированы фасы бастиона. При реставрации 2012 года общественность была возмущена неаккуратным обращением с культурным слоем поблизости.